# Sclerogryllus variolosus
Sclerogryllus variolosus är en insektsart som först beskrevs av Lucien Chopard 1933.  Sclerogryllus variolosus ingår i släktet Sclerogryllus och familjen syrsor. Inga underarter finns listade i Catalogue of Life.